# Anders Wasell
Anders Johan Wasell, född den	17 juli 1759 i Nygården, i Sunne socken, Västernorrlands län, död den 19 oktober 1828 i Lunne, Brunflo socken, Jämtlands län, var en svensk ämbetsman, som blev Jämtlands läns förste landshövding. 
Efter att ha tagit hovrättsexamen blev Wasell auskultant i Svea hovrätt 1781, vice notarie där 1782, vice häradshövding i Jämtland 1783 samt auditör vid Jämtlands regemente 1786. Den 30 maj blev han ordinarie häradshövding i Jämtlands domsaga med Härjedalen, då han efterträdde sin far på denna post. Wasell var den förste representanten för Östersund i riksdagen och deltog i riksdagarna år 1800, 1809 och 1810. Han mottog lagmans namn, heder och värdighet 9 juni 1800. Den 7 maj 1810 blev Wasell  tillförordnad landshövding i Jämtlands nybildade län och ordinarie landshövding 17 oktober 1811. Han beviljades avsked som landshövding 14 oktober 1817 på egen begäran. 

## Utmärkelser
- Riddare av Nordstjärneorden, 1808.